# Xinpu, Cixi
Xinpu är en köpinghuvudort i Kina. Den ligger i provinsen Zhejiang, i den östra delen av landet, omkring 110 kilometer öster om provinshuvudstaden Hangzhou. Antalet invånare är 64 166. Befolkningen består av 31 315 kvinnor och 32 851 män. Barn under 15 år utgör 11,0 %, vuxna 15-64 år 79 %, och äldre över 65 år 8,0 %.
Runt Xinpu är det mycket tätbefolkat, med 3 623 invånare per kvadratkilometer. Närmaste större samhälle är Guanhaiwei, 8,9 km söder om Xinpu. Trakten runt Xinpu består till största delen av jordbruksmark.
Genomsnittlig årsnederbörd är 1 778 millimeter. Den regnigaste månaden är juni, med i genomsnitt 285 mm nederbörd, och den torraste är januari, med 60 mm nederbörd.